# Centralwings
A Centralwings foi uma companhia aérea de baixo custo polaca, baseada em Łódź, na Polónia. É uma companhia subsidiária da LOT Polish Airlines (a companhia aérea de bandeira da Polónia) e tem como bases a capital da Polónia, Varsóvia (Aeroporto internacional Frederic Chopin), para além de Katowice e Cracóvia. 

## História
A empresa foi criada em Dezembro de 2004 e começou os primeiros voos regulares a partir de Fevreiro de 2005. 

## Destinos
A Centralwings voa actualmente para 30 destinos em toda a Europa a partir das suas bases de Varsóvia, Cracóvia e Katowice. 

## Presença em Portugal
Actualmente, a companhia oferece várias frequencias semanais para Varsóvia e para Cracóvia a partir dos aeroportos de Lisboa e Faro.

## Frota

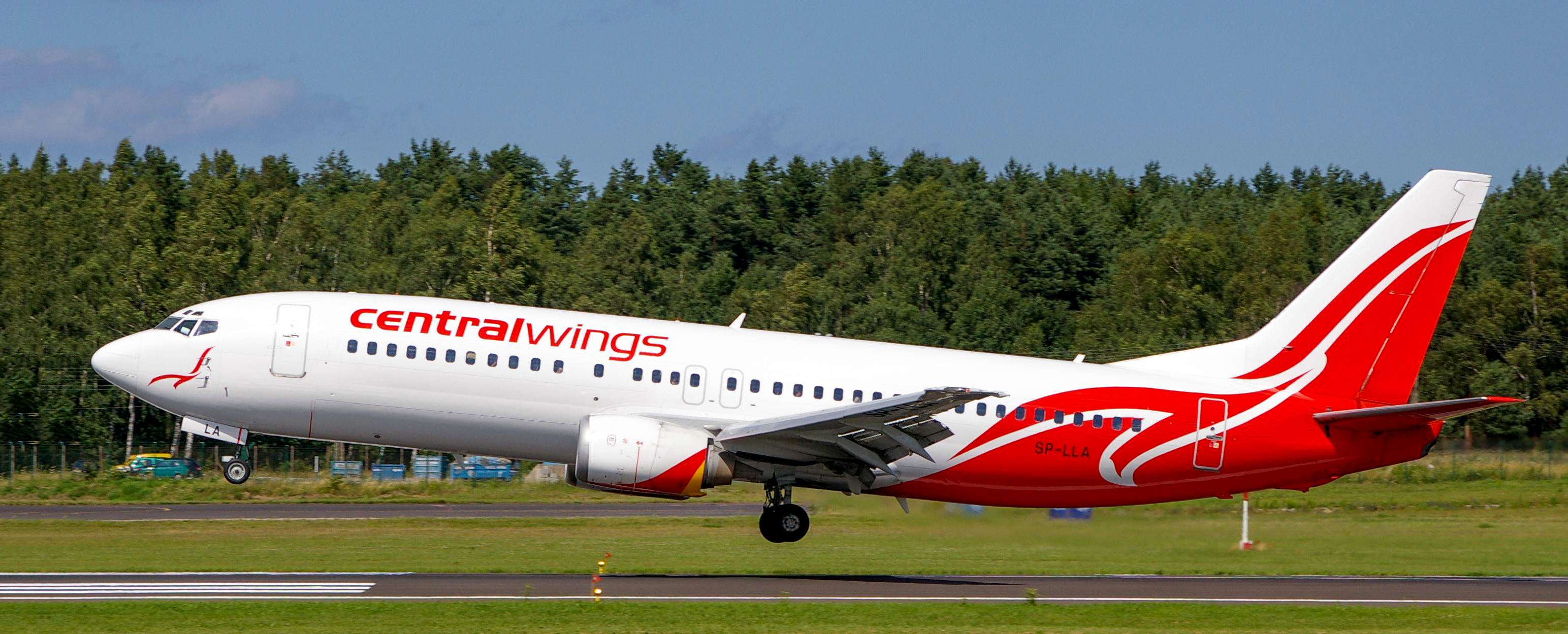
Boeing 737-400 da Centralwings.

Em setembro de 2008.
- 3 Boeing 737-300
- 8 Boeing 737-400
- 1 McDonnell Douglas MD-80